# Odontopera pallida
Odontopera pallida är en fjärilsart som beskrevs av Barend J. Lempke 1951. Odontopera pallida ingår i släktet Odontopera och familjen mätare. Inga underarter finns listade i Catalogue of Life.